# Alan Glynn
Alan Glynn (ur. 1960 w Dublinie) – irlandzki pisarz zamieszkały w Dublinie.
Studiował w Dublinie (Trinity College) literaturę angielską. Pracował w Stanach Zjednoczonych (jako dziennikarz) i Włoszech (jako nauczyciel bibliotek EFL).

## Powieści
- Dawka geniuszu (The Dark Fields) - 2001 (sfilmowana w 2011 przez Neila Burgera jako Jestem Bogiem – Limitless)[2].
- Winterland – 2009,
- Bloodland – 2011,
- Graveland – 2013.